# Jaroslav Bezecný
Jaroslav Bezecný (?-?) est un entraîneur de football tchécoslovaque.

## Biographie
Lors de sa carrière d'entraîneur, Jaroslav Bezecný ne semble diriger que la sélection nationale tchécoslovaque. Il réalise trois mandats à la tête de l'équipe nationale, pour un total de quinze matchs.

## Palmarès
- Football aux Jeux olympiques
  - Huitième-de-finaliste en 1924 avec la Tchécoslovaquie